# Niobol
Niobol est une localité située dans le département de Batié de la province du Noumbiel dans la région Sud-Ouest au Burkina Faso.

## Géographie
Localité isolée et forestière proche de la frontière entre le Burkina Faso et le Ghana sur la rive droite du fleuve Mouhoun, Niobol se trouve à environ 12 km à l'est de Batié, le chef-lieu du département, et à 2,5 km au nord-est de Tamipar.

## Santé et éducation
Le centre de soins le plus proche de Niobol est le centre de santé et de promotion sociale (CSPS) de Tamipar tandis que le centre médical avec antenne chirurgicale (CMA) de la province se trouve à Batié.